# Erysimum jodonyx
Erysimum jodonyx är en korsblommig växtart som beskrevs av Viktor Petrovitj Botjantsev och Aleksei Ivanovich Vvedensky. Erysimum jodonyx ingår i släktet kårlar, och familjen korsblommiga växter. Inga underarter finns listade i Catalogue of Life.